# Monah Delacy
Monah Delacy, nome artístico de Lacy Corrêa dos Santos Torloni (Belo Horizonte, 22 de março de 1929) é uma atriz brasileira.

## Carreira
Começou a carreira artística como rádiio-atriz, em 1948, também estreando neste ano em teatro, com ajuda de Alfredo Mesquita. Em 1950 atuou nas peças O Demorado Adeus, Treze à Mesa e A Moratória. Estreou no cinema em 1960, no filme Esse Rio que Eu Amo, dirigido por Carlos Hugo Christensen. 
Monah foi aluna da primeira turma da Escola de Arte Dramática da Universidade de São Paulo, tendo como professores Cacilda Becker, Décio de Almeida Prado, Ruggero Jaccobi, Adolfo Celi e Vera Janacopoulos, entre outros.
Na década de 1960 começou a dedicar-se também à pintura, chegando a realizar uma exposição individual, com 19 óleos, em 1980. 

## Vida pessoal
Foi casada com o ator Geraldo Matheus Torloni até o falecimento deste em 29 de outubro de 2023. Tiveram dois filhos, Marcio Torloni, que não seguiu a carreira artística, e a atriz Christiane Torloni. É avó do ator Leonardo Torloni Carvalho. Leciona interpretação na  Casa de Arte das Laranjeiras.

## Filmografia

### No cinema[3]
| Ano  | Título                                       | Personagem      |
| ---- | -------------------------------------------- | --------------- |
| 1960 | Esse Rio que Eu Amo                          | —               |
| 1961 | Mulheres e Milhões                           | —               |
| 1963 | Bonitinha mas Ordinária                      | —               |
| 1964 | Crônica da Cidade Amada                      | Moça            |
| 1969 | A Um Pulo da Morte                           | —               |
| 1973 | Obsessão                                     | —               |
| 1974 | Quatro contra o Mundo                        | Mulher na praia |
| 1974 | Pureza Proibida                              | Madre           |
| 1975 | Eu Dou o que Ela Gosta                       | Coleta          |
| 1976 | Tem Folga na Direção                         | Irmã de Cláudio |
| 1981 | Bonitinha mas Ordinária ou Otto Lara Rezende | Mãe de Edgar    |
| 1983 | Perdoa-me por Me Traíres                     | Odete           |

### Na televisão
| Ano  | Título                          | Personagem              | Notas                              |
| ---- | ------------------------------- | ----------------------- | ---------------------------------- |
| 1952 | Grande Teatro Tupi              | —                       | Episódio: "Lilion, o malandro"     |
| 1957 | Grande Teatro Tupi              | —                       | Episódio: "A Viuvinha"             |
| 1965 | Ilusões Perdidas                | —                       |                                    |
| 1969 | Acorrentados                    | Madre Superiora         |                                    |
| 1970 | Irmãos Coragem                  | Deolinda                |                                    |
| 1971 | O Homem que Deve Morrer         | Branca                  |                                    |
| 1972 | Uma Rosa com Amor               | Catarina Rosa Batateira |                                    |
| 1973 | O Semideus                      | Santa                   |                                    |
| 1975 | Gabriela, Cravo e Canela        | Dadá                    |                                    |
| 1976 | Vejo a Lua no Céu               | Augusta                 |                                    |
| 1977 | À Sombra dos Laranjais          | Das Graças              |                                    |
| 1977 | Locomotivas                     | Filomena                | [ 9 ]                              |
| 1978 | O Pulo do Gato                  | Zilda                   |                                    |
| 1978 | Caso Especial                   | Amante de Zé Louro      | Episódio: "Divina Dama"            |
| 1979 | Pai Herói                       | Eugênia                 |                                    |
| 1980 | Plumas & Paetês                 | Irene                   |                                    |
| 1980 | Plantão de Polícia              | Mãe de Sandra           |                                    |
| 1982 | O Homem Proibido                | Clotilde                |                                    |
| 1983 | Champanhe                       | Inês                    |                                    |
| 1985 | A Gata Comeu                    | Graziela                |                                    |
| 1986 | Dona Beija                      | Idalina                 |                                    |
| 1993 | Olho no Olho                    | Lenira                  |                                    |
| 1995 | Explode Coração                 | Dona Lourdinha          |                                    |
| 1997 | O Amor Está no Ar               | Ester                   |                                    |
| 1999 | Você Decide                     | Lucy Helen              | Episódio: "O Dragão e a Borboleta" |
| 2000 | Você Decide                     | Deolinda                | Episódio: "Um Casamento Aberto"    |
| 2002 | O Quinto dos Infernos           | Madre Superiora         |                                    |
| 2004 | Senhora do Destino              | Leny Gouveia            |                                    |
| 2005 | Linha Direta                    | Lucinda dos Santos      | Episódio: "Edifício Joelma"        |
| 2007 | Dance, Dance, Dance             | Dona Sofia Ivanitch     |                                    |
| 2011 | Fina Estampa                    | Mãe de Teresa Cristina  |                                    |
| 2023 | Companhias do Teatro Brasileiro | Ela mesma               | 3 episódios                        |

## Teatro[12]
- 1950 - Os Pássaros
- 1950 - O Julgamento
- 1953 - Esta Noite é Nossa
- 1953 - Treze à Mesa
- 1953 - A Desconhecida de Arras
- 1953 - Assim É...(Se Lhe Parece)
- 1955 - A Moratória
- 1957 - Rua São Luís, 27 - 8º Andar
- 1957 - Os Interesses Criados
- 1958 - Pif-Paf
- 1958 - Calúnia
- 1958 - Olho Mecânico
- 1958/1960 - Calúnia
- 1959/1960 - Seis Personagens à Procura de um Autor
- 1961 - Arsênico e Alfazema
- 1964 - O Cunhado do Presidente
- 1964 - Boeing, Boeing
- 1965 - Tiro e Queda
- 1965 - A Dama do Maxim's
- 1965 - Os Ossos do Barão
- 1966 - A Filosofia da Libertinagem
- 1970 - Em Família
- 1974 - A Gaivota
- 1977 - Equus'
- 1978 - O Grande Amor de Nossas Vidas
- 1979 - Afinal, uma mulher de negócios
- 1981 - Vejo um Vulto na Janela, Me Acudam que Sou Donzela
- 1981 - Calúnia
- 1983 - A Lira dos Vintes Anos
- 1985 - Cartas Marcadas
- 1987 - A Cerimônia do Adeus

## Livros
- 2003 - Introdução ao Teatro (2ª ed. 2018, Editora Literar)

## Principais prêmios
- Recebeu o prêmio de melhor atriz coadjuvante no Festival do Guarujá pela atuação no filme Obsessão.